# Danza kuduro
«Danza kuduro» es una canción bilingüe en español y portugués del cantante puertorriqueño Don Omar y el cantante luso-francés Lucenzo. Fue lanzado el 15 de agosto de 2010 bajo el sello Yanis Records y la licencia exclusiva de Machete Music, como segundo sencillo del álbum de Don Omar Meet the Orphans. El tema cuenta con dos versiones: una para el álbum de Don Omar y otra para el álbum de Lucenzo. La música de «Danza kuduro» es una adaptación de la canción «Vem dançar kuduro» (en español, «Ven a bailar kuduro») de Lucenzo y el artista estadounidense Big Ali también radicado en Francia. El kuduro es un tipo de música de Angola, muy popular en Portugal.
En 2011 se convirtió en la canción tema de la película Fast Five, (Fast and Furious 5) de la que Don Omar formó parte (retomando su personaje de Rico Santos), donde se mostraba a los integrantes del grupo de Toretto en sus nuevas vidas como millonarios gracias al botín que robaron.

## Recepción comercial

### Reconocimiento mundial
Danza Kuduro fue reconocido por la revista de Rolling Stone en el top 43 de Las 50 canciones más importantes de Pop Latino. y fue reconocido en Spotify en la revista de GQ en el top de Las 50 canciones más escuchadas de la Década de Spotify. fue top 436 semánas en el listado de la revista de Billboard. la canción fue top 4 de las mejores Banda Sonora de Películas de Fast & Furious.
El sencillo fue el tercer video más visto del mundo en Youtube, se convirtió en uno de los videos más visto de todos los tiempos según Billboard.
Rompió récord Guinness World Records siendo el sencillo de más duración de tiempo en Billboard con 94 semanas en ventas.
Fue top 13 en  Las 50 mejores canciones latinas de todos los tiempos de Billboard,
el sencillo fue top  9 de las 50 mejores canciones desde el 2000s según Billboard.
También rompió el récord Guinness World Records siendo el video en español más visto del mundo.
Danza Kuduro fue certificado digitalmente por la Recording Industry Association of America en el 2013.
La canción fue ganadora del Billboard Music Awards de 2012.
Fue nominado a Premios Grammy Latinos de 2011 en la categoría mejor canción urbana.

## Video musical
El video musical fue filmado en la Isla de San Martín, y fue dirigida por el director de videos musicales canadiense Vincent Egret.
El video muestra a los cantantes haciendo alarde de toda la riqueza de un millonario. Se retrata a Don Omar y a Lucenzo en un paseo en yate por el Mar Caribe y hay escenas de chicas en una fiesta con los dos artistas en la playa.
Antes del estreno de vídeo, un fragmento del vídeo fue lanzado el 30 de julio de 2010. El vídeo musical completo fue estrenado el 11 de agosto de 2010 por medio de la cuenta del cantante y Vevo y fue reproducido más de un millón de veces en los primeros días de su lanzamiento. A diciembre de 2010, el vídeo musical había recibido 50 millones de reproducciones y en marzo de 2011 superó las 100 millones de visitas en Youtube.
En octubre de 2013, el vídeo en Youtube ha superado las 480 millones de reproducciones.
En 2015, el video en YouTube ha superado las 735 millones de reproducciones.
En 2017, el video en YouTube ha superado las 950 millones de reproducciones.
El 31 de julio del 2018 el vídeo en YouTube llegó a los mil millones de reproducciones.
El 16 de marzo del 2019, el video en YouTube llegó a los 1,050,813,383 millones de reproducciones.
El 28 de mayo del 2020 el video Original en YouTube ha llegado a las 1.114.636.933 M de reproducciones desde el 11 de agosto de 2010.
El 31 de enero del 2024 el vídeo original en YouTube llegó a los 1,460,570,497 reproducciones.

## Remixes
Estos son los remix oficiales que se realizaron:
- Danza Kuduro (Remix) feat. Lucenzo, Daddy Yankee & Arcángel
- Danza Kuduro (Worldwide Remix) feat. Lucenzo, Pitbull & El Cata
- Danza Kuduro (Remix) feat. Akon
- Danza Kuduro (Spanish Version) feat. Lucenzo, Pitbull & Kurdish
- Danza Kuduro (Remix) ft. Tiësto

## Posicionamiento en listas

### Listas semanales
| Listas (2009-2010)          |                                                             |    |
| Bandera de Alemania         | Media Control AG                                            | 1  |
| Bandera de Argentina        | Top 40 Argentina                                            | 1  |
| Bandera de Austria          | Ö3 Austria Top 75                                           | 1  |
| Bandera de Bélgica          | Ultratop 50 (Flandes)                                       | 7  |
| Bandera de Bélgica          | Ultratop 40 (Valonia)                                       | 14 |
| Bandera de Brasil           | Brasil Hot 100                                              | 13 |
| Bandera de Canadá           | Canadian Hot 100                                            | 88 |
| Bandera de República Checa  | IFPI Czech Republic                                         | 1  |
| Bandera de Chile            | Top 10 Chile                                                | 1  |
| Bandera de Dinamarca        | Tracklisten                                                 | 3  |
| Bandera de España           | Los 40 Principales                                          | 1  |
| Bandera de España           | Promusicae                                                  | 1  |
| Bandera de Estados Unidos   | Billboard Hot 100                                           | 82 |
| Bandera de Estados Unidos   | Hot Latin Songs                                             | 1  |
| Bandera de Estados Unidos   | Latin Pop Airplay                                           | 1  |
| Bandera de Estados Unidos   | Latin Tropical Airplay                                      | 1  |
| Bandera de Estados Unidos   | Latin Rhythm Airplay Chart                                  | 1  |
| Bandera de Francia          | SNEP                                                        | 4  |
| Bandera de Finlandia        | Suomen virallinen lista                                     | 5  |
| Bandera de Italia           | FIMI                                                        | 1  |
| Bandera de Israel           | Media Forest                                                | 3  |
| Bandera de México           | Billboard Mexican Airplay                                   | 20 |
| Bandera de Noruega          | VG-lista                                                    | 2  |
| Bandera de los Países Bajos | Dutch Top 40                                                | 1  |
| Bandera de Perú             | Top 20 Ranking                                              | 1  |
| Bandera de Rumania          | Romanian Top 100                                            | 1  |
| Bandera de Suecia           | Singles Top 60                                              | 3  |
| Bandera de Suiza            | Schweizer Hitparade                                         | 1  |
| Bandera de Venezuela        | Venezuelan Airplay Chart                                    | 2  |
| Bandera de Venezuela        | Venezuelan Latin Airplay Chart                              | 1  |
| Bandera de Estados Unidos   | Billboard (The 20 top Tropical songs all time)              | 1  |
| Bandera de Argentina        | Billboard (Las 50 mejores canciones Latinas de la historia) | 13 |

### Listas anuales
| País           | Lista de fin de año (2009)         | Posición |
| -------------- | ---------------------------------- | -------- |
| Estados Unidos | Latin Songs Year End 2010          | 40       |
| Estados Unidos | Latin Tropical Songs Year End 2010 | 20       |
| País           | Lista (2010)                       | Posición |
| Alemania       | German Singles Chart               | 12       |
| Dinamarca      | Danish Singles Chart               | 40       |
| Italia         | Italian Singles Chart              | 3        |
| Rumania        | Romanian Top 100                   | 8        |
| Polonia        | Polish Dance Singles Chart         | 31       |
| Suiza          | Swiss Singles Chart                | 4        |

### Certificaciones
| País           | Organismo certificador | Certificación | Ref.   |
| -------------- | ---------------------- | ------------- | ------ |
| Alemania       | BVMI                   | Platino       | [ 51 ] |
| Bélgica        | BEA                    | Oro           | [ 52 ] |
| España         | PROMUSICAE             | 2× Platino    | [ 53 ] |
| Estados Unidos | RIAA                   | 5× Platino    | [ 54 ] |
| Italia         | FIMI                   | 2× Platino    | [ 55 ] |
| Suecia         | IFPI Suecia            | 4× Platino    | [ 56 ] |
| Suiza          | IFPI Suiza             | Platino       | [ 57 ] |
| Brasil         | Pro-Música Brasil      | Diamante      | [ 58 ] |

## Versiones

### «Throw Your Hands Up (Dançar Kuduro)»
Una nueva versión de la canción titulada «Throw Your Hands Up (Dançar Kuduro)», cuenta con arreglos realizados por el artista haitiano Qwote junto al mismo Lucenzo, incluyendo la colaboración en las voces del cubano Pitbull, fue lanzado como sencillo el 2 de agosto de 2011. Esta versión ganó cierto reconocimiento en Australia, Nueva Zelanda y varios países de Europa, ingresando en el puesto número 13 en la lista de sencillos del Reino Unido el 6 de noviembre de 2011. También logró ingresar en la lista de sencillos de Escocia alcanzando el puesto número 11.

### Posicionamiento en listas
| Lista (2011-2012)                       | Mejor posición |
| --------------------------------------- | -------------- |
| Australia (ARIA Singles Chart)          | 3              |
| Escocia (Scottish Singles Top 40)       | 11             |
| Irlanda (IRMA)                          | 31             |
| Nueva Zelanda (NZ Top 40 Singles Chart) | 29             |
| Polonia (Dance Top 50)                  | 16             |
| Reino Unido (UK Singles Chart)          | 13             |
| Reino Unido (UK Dance Chart)            | 4              |
| Reino Unido (UK Indie Chart)            | 3              |

### Lista de canciones
| Reino Unido – Descarga digital |                                                                                     |          |  |
| N.º                            | Título                                                                              | Duración |  |
| 1.                             | «Danza Kuduro (Throw Your Hands Up)» ([Radio Edit] [feat. Don Omar])                | 2:24     |  |
| 2.                             | ««Danza Kuduro (Wahomi edition)» ((by Victote and Usra Edit))                       | 2:13     |  |
| 3.                             | «Danza Kuduro (Throw Your Hands Up)» ([UK Dancar Kuduro Edit] [feat. Pitbull])      | 2:31     |  |
| 4.                             | «Danza Kuduro (Throw Your Hands Up)» ([Wideboys Remix] [feat. Pitbull])             | 5:58     |  |
| 5.                             | «Danza Kuduro (Throw Your Hands Up)» (UK Dancar Kuduro Extended Mix] [feat Pitbull) | 4:14     |  |

| Australia – Descarga digital Throw your hands up (Remixes) (feat. Pitbull, Lucenzo) |                                                 |          |  |
| N.º                                                                                 | Título                                          | Duración |  |
| 1.                                                                                  | «Throw your hands up» (Original Radio Edit)     | 3:29     |  |
| 2.                                                                                  | «Throw your hands up» (R3hab Remix)             | 5:15     |  |
| 3.                                                                                  | «Throw your hands up» (Fabian Gray Mix)         | 7:26     |  |
| 4.                                                                                  | «Throw your hands up» (Rave Radio Mix)          | 5:39     |  |
| 5.                                                                                  | «Throw your hands up» (Black Spark Mix)         | 4:11     |  |
| 6.                                                                                  | «Throw your hands up» (Nicola Fasano Remix)     | 5:08     |  |
| 7.                                                                                  | «Throw your hands up» (Nicola Fasano Radio Mix) | 3:34     |  |
| 8.                                                                                  | «Throw your hands up» (Sagi Abitbul Remix)      | 4:48     |  |
| 9.                                                                                  | «Throw your hands up» (Sagi Abitbul Radio Mix)  | 4:33     |  |
| 10.                                                                                 | «Throw your hands up» (Wideboys Club Mix)       | 5:56     |  |
| 11.                                                                                 | «Throw your hands up» (Wideboys Dub Mix)        | 5:56     |  |